# Injigo Montoja
Injigo Montoja  (шп. Íñigo Montoya) je lik iz romana Princeza nevesta američkog autora Vilijama Goldmana. Injigo je jedan od najupečatljivijih likova u romanu, mačevalac dobrog srca, koji dolazi iz Španije, u potrazi za ubicom svog oca. Godine 1987. izašao je film sa istim nazivom, u kome je Injiga glumio Mendi Patinkin.

## Spoljašnje veze
- : „Inigo Montoya“ Архивирано на веб-сајту  (16. фебруар 2013)(језик: енглески)